# Alexa Vega
Alexa  Ellesse PenaVega (Miami, Florida, 27 de agosto de 1988) é uma atriz e cantora norte-americana. Participou dos filmes Spy Kids (Pequenos Espiões 1, 2, 3 e 4), Sleepover (Dormindo fora de Casa) e trabalhou com atores como Paul Sorvino, Paris Hilton e a cantora Sarah Brightman no filme Repo! The Genetic Opera!. Foi a protagonista na série Ruby and the Rockits da ABC Family, mas a série foi cancelada com apenas 10 episódios. Atuou também no último episódio da 4ª temporada de Ghost Whisperer. Atualmente casada com ator e também cantor Carlos Pena Jr.

## Pessoal
Alexa é cristã, ela disse que a sua fé é a coisa mais importante. Alexa revelou no Dancing with the Stars que ela era bulímica e desde então se recuperou.

### Segundo casamento
Em agosto de 2013, Vega ficou noiva do ex-ator e ex-cantor da banda Big Time Rush, Carlos Pena Jr.
No dia 4 de janeiro de 2014, aconteceu o casamento na cidade de Puerto Vallarta, localizada no México, com o casal tendo adotado oficialmente em conjunto a união dos sobrenomes "PenaVega", como nome de casado. Desde então, o casal também compartilha juntos uma página oficial no YouTube, que leva o título de "LexLovesLos", onde publicam vídeos diversos sobre o dia a dia da família.
O casal tem dois filhos, Ocean King PenaVega (n. 2016), e Kingston James PenaVega (n. 2019), e uma filha, Rio (n. 2021).
 O quarto filho do casal, em 2024, acabou natimorto.

## Filmografia
| Filmes          | Filmes                                         | Filmes                   |  |
| Ano             | Título                                         | Papel                    |  |
| --------------- | ---------------------------------------------- | ------------------------ |  |
| 1995            | Nove meses                                     | Molly Dwyer              |  |
| 1996            | Fantasmas do passado                           | Claire DeLaughter        |  |
| 1996            | Twister                                        | Jo criança               |  |
| The Glimmer Man | Filha de Cole                                  |                          |  |
| 1998            | Dennis, o Pimentinha - Ataca Novamente         | Gina                     |  |
| 1999            | Nas profundaezas do mar sem fim                | Kerry Cappadora          |  |
| 2001            | Pequenos Espiões                               | Carmen Cortez            |  |
| 2002            | Pequenos espiões 2: A ilha dos sonhos perdidos | Carmen Cortez            |  |
| 2003            | Pequenos espiões 3-D: Game Over                | Carmen Cortez            |  |
| 2004            | Dormindo fora de casa                          | Julie Corky              |  |
| 2006            | Pacto de Morte                                 | Sandy Nickers            |  |
| 2008            | Beleza Ordinária                               | Holly                    |  |
| 2008            | Repo! The Genetic Opera                        | Shilo Wallace            |  |
| 2011            | Pequenos Espiões 4                             | Carmen Cortez            |  |
| 2011            | Sem Prada Nem Nada                             | Mary Dominguez           |  |
| 2012            | The Devil's Carnival                           | Wick                     |  |
| 2012            | The Pregnancy Project                          |                          |  |
| 2013            | Machete Kills                                  | KillJoy                  |  |
| 2013            | The Hunters                                    | Dylan                    |  |
| 2013            | Sin City: A Dame to Kill For                   | Gilda                    |  |
| 2014            | Remanescentes                                  | Skylar                   |  |
| 2015            | Você Acredita?                                 | Lacey                    |  |
| 2018            | Sleep Away                                     | Isabella                 |  |
| 2020            | Mighty Oak                                     | Valerie Scoggins         |  |
| 2024            | Mr. Manhattan                                  | Dani                     |  |
| 2024            | The Casagrandes Movie                          | Carlota Casagrande (voz) |  |
| Séries          |                                                |                          |  |
| 2010            | The Middle                                     | Morgan                   |  |
| 2012            | Royal Pains                                    | Hollister                |  |
| 2012            | The Pregnancy Project                          | Gaby Rodriguez           |  |
| 2012            | Unsupervised                                   | Christina                |  |
| 2013            | Big Time Rush                                  | Ela mesma                |  |
| 2013 - 2014     | The Tomorrow People                            | Hillary Cole             |  |
| 2014–2015       | Nashville                                      | Kiley Brenner            |  |
| 2015            | The Mentalist                                  | Lily Stoppard            |  |
| 2015            | Dancing with the Stars                         | Ela mesma (competidora)  |  |
| 2017–present    | The Loud House                                 | Carlota Casagrande (voz) |  |
| 2019–2022       | The Casagrandes                                | Carlota Casagrande (voz) |  |